# 宮田天風
宮田 天風（みやた てんぷう、1962年12月23日 - ）は日本の書道家、実業家、一般社団法人日本書道技術師認定協会の代表理事である。

## 来歴
大阪市住吉区に生まれる。5歳で書道を習い始める。大阪府立東住吉工業高等学校を卒業後の1981年、19歳で本格的に書道を志し、宮田鶴聲に師事。また、宮田鶴聲の師である戸田白雲に現代書の基礎を学ぶ。
1995年、33歳の時にパニック障害を発症。
2006年、パニック障害を克服。
2007年、書道教室 墨庵を設立。
2010年2月、一般社団法人日本書道技術師認定協会を設立。
2017年、ベトナム国家大学ハノイ校の教授からの依頼により書道講師として招かれる。

## 揮毫
- 高級「生」食パン専門店『乃が美』筆文字ロゴ 揮毫
- 埼玉県『静美食』筆文字 提供
- 人間椅子アルバム『色即是空』筆文字 提供

## 引用
- ロゴ・看板・題字墨庵
- 外食のときは「静美食（せいびしょく）」をしましょう！[リンク切れ]埼玉県庁（2021年6月15日）